# Nomaande
Le nomaande (ou lemande, mande, mandi, noomaante, numaand, numand, pimenc) est une langue bantoïde méridionale parlée dans la région du Centre au Cameroun, dans le département du Mbam-et-Inoubou, à l'ouest et au nord de l'arrondissement de Bokito, au sud-ouest de l'aire linguistique du bafia, et dans une petite zone à l'est de la Sanaga-Maritime, dans la région du Littoral.
En 1982 on dénombrait 6 000 locuteurs. 

## Écriture
| a | b | c | d | e | ɛ | f | g | h | i | j | k | l | m | n | ny | ŋ | o | ɔ | s | t | u | w | y | ʼ |